# 후쿠오카 고타로
후쿠오카 고타로(福岡 航太朗, 2005년 12월 22일 ~ )는 일본의 바둑 기사이며 일본기원 소속이다. 

## 생애 및 경력
후쿠오카 고타로(福岡 航太朗)는 2005년 12월 22일 도쿄도에 태어났다. 그는 4살 때 할아버지 댁에 있던 바둑판을 보고 바둑에 관심을 가지게 되었고, 츠쿠바대학 부속 초등학교 합격 후에 다른 학원과 함께 바둑회관에 다니기 시작하게 되었다. 그 후 초등학교 2학년 때 홍맑은샘이 주재하는 홍도장에 입숙했고. 2014년 12월 초등학교 3학년 때 출전한 제4회 어린이 기성전 저학년부에서 우승을 차지했다. 그리고 우승 후 바둑에서 세계 1위가 되었으면 하는 부모님의 생각도 있었고, 홍맑은샘의 도움을 받아 초등학교 4학년 때 바둑을 배우기 위해 단신으로 한국에 유학했다. 당시엔 언어도 모르는 상태에서의 유학이었지만, 유학 후 3개월 정도면 대략 한국어를 이해할 수 있게 되었다고 한다. 그러다가 
간헐적으로 일본에 귀국해도, 학교 공부가 따라가지 못하자 초등학교는 현지 공립학교로 전학했다. 그래도 틈틈이 일본 주니어 기전에도 출전해 2015년 8월 4학년 때 출전한 제36회 소년소녀바둑대회에서는 준우승을 차지했고. 2016년 12월 5학년때 출전한 제6회 어린이 기성전 고학년부 우승을 차지했다. 그리고 2017년 3월 마침내 제20회 주니어 본인방전에서 우승을 차지했다. 한편, 외래로 두 번 응시한 기사 채용 시험에서는 모두 예선을 돌파하지 못했다. 그래서 중학교 1학년때 일본기원 도쿄본원 원생이 되었다. 원생팀에서는 최하급의 E클래스부터 계속 이겨, B클래스의 4국째까지 무려 114연승을 기록, 최단으로 최상위의 A클래스까지 진급했다. 그리고 2018년 11월, 동계 기사 채용 시험 본선에서 11승 4패의 
성적을 남기고, 당시 13승 2패의 토요다 히로히토의 차점으로 합격하여 마침내 꿈에도 그리던 프로바둑 진출을 결정지었다. 그렇게 2019년 4월 입단한 후쿠오카(福岡)는 13세 3개월 만에 입단했는데 이는 일본기원 역사상 8번째 최연소 기록(당시). 2019년 5월 13일, 제29기 용성전 예선 B조에서 사카이 마키 8단에게 승리, 계속해서 후쿠이 마사아키 9단에게도 승리해, 공식전 데뷔를 연승으로 장식했다. 그리고 같은 해에는 비공식 젊은 기전의 제1회 와이즈 아카데미배에서 우승을 차지했다. 그리고 2020년 비공식 젊은 기전의 제1회 디스커버리컵에서 준우승. 2021년, 제46기 기성전에서 퍼스트 토너먼트를 제압하고 C리그 진출. 만 15세 4개월에 C리그 진출은 사상 최연소였지만, 그 3일 후에 입단 동기였던 나카무라 스미레(12세 2개월)에 기록을 갱신되었다. 그렇게 C리그에서는 2승3패로 함락. 또 국제단체기전인 제3회 한중일 바둑마스터스에 일본대표로 출전해 투샤오위 6단(중국)·문민종 4단(한국)에 연승을 거두며. 일본의 첫 우승에 공헌했다. 그리고 2022년 첫 7대 타이틀 본선 진출이 된 제47기 작은기성전에서는 1회전에서 장쉬 9단, 2회전에서 다카오 신지 9단에게 승리, 다만 8강전에서는 요다 노리모토 9단에게 패했지만 본선 8강의 성적을 남겼다. 제9회 글로비스배에서는 예선 본선에서 중한 젊은 선수들을 잇달아 격파하고 결승전에서 중국의 왕싱하오 7단에게 패했지만 준우승을 차지했다. 그리고 작년(2024년) 제33기 용성전 에서는 F그룹에서 전승을 거두며 결승토너먼트에 진출해 16강에서 소토야나기 세분,8강에선 후지사와 리나, 준결승에선 히로세 유이치를 꺾었고 결승에서는 일본용성전 3연패 도전을 한 이야마 유타를 꺾고 첫 용성전 우승을 차지했다. 생애 첫 타이틀 우승이었고 여기에 용성전 우승으로 5단에서 7단으로 조기 승단했다. 그리고 2025년 같은해 창설한 쏘팔 코사놀 최고기사 결정전에 일본대표로 참전 예정이다.

## 성적 및 우승
- 2019년 제1회 와이즈 아카데미배 준우승(비공식전)
- 2020년 제1회 디스커버리컵 준우승(비공식전)
- 2023년 제9회 글로비스배 준우승(상대 왕싱하오)
- 2024년 제33기 용성전 우승(상대 이야마 유타)

## 승단
•2019년 4월 1일 初단 (동기기사 채용시험 2위)
•2021년 1월 1일 二단 (상금 랭킹 初단부 2위)
•2022년 1월 1일 三단 (상금 랭킹) 2단부 1위)
•2023년 1월 1일 四단 (상금 랭킹) 3단부 1위)
•2024년 1월 1일 五단 (상금 랭킹) 4단부 1위)
•2024년 11월 1일 七단 (용성전 타이틀 획득)

## 인물·에피소드
• 후쿠오카 고타로(福岡航太朗)는 어렸을 때부터 보드 게임이나 카드 게임을 좋아해서,가족끼리 놀았던 신경쇠약은 카드의 장소를 금방 외워 버렸다고 한다.
• 또래 바둑기사로 이름이 같은 세키 코타로 9단(2001년생)이 있다.
• 지난 2019년 4월 입단했는데 입단 동기로는 나카무라 스미레이다.